# Les Bordes-sur-Arize
Les Bordes-sur-Arize é uma comuna francesa na região administrativa de Occitânia, no departamento de Ariège.